# Javier Perez-Capdevila
Javier Perez-Capdevila (n. 7 februarie 1963, Guantánamo, Cuba) este un om de știință, matematician și profesor cubanez, cunoscut pentru introducerea operației amestecuri mixte de Mulțime vagă, printre alte contribuții teoretice la matematica fuzzy, precum și pentru introducerea unui concept de muncă. competențe cu o metodă de măsurare a acestora.

## Principalele contribuții științifice
Din conceptul de indice sau Coeficient de adecvare dat de Jaume Gil Aluja în 1996, pot apărea multe retrageri de adecvare. Pentru a o rezolva, Pérez Capdevila a introdus conceptele de suprapondere în adaptare, coeficient fuzzy pentru coeficienți de adecvare egali și coeficient de departajare ajustat pentru coeficienți de adecvare egali, pe care îi definește cu precizie, pentru a despacheta într-un număr nedefinit de cazuri cu coeficienți de adecvare egali, rotunjind astfel. a formulat o Teorie despre adecvarea candidaților pentru un profil prestabilit 
S-a construit operația de amestec de Mulțime vagă, în care din elemente de natură diferită se obțin elemente noi cu anumite grade de apartenență.    
În domeniul Matematică aplicată a realizat progrese importante în ceea ce privește evaluarea efectelor economice și controlul speciilor exotice invadatoare exotice și a realizat importante contribuții teoretice. El a contribuit la conceptele de beneficiu individual al unei specii exotice invadatoare exotice, beneficiul colectiv al unei specii exotice invadatoare exotice, analiza cost-beneficiu a priori a unei specii exotice invadatoare exotice, analiza a posteriori cost-beneficiu a unei specii exotice invadatoare exotice., precum și o metodă de realizare a acestor analize. 
În domeniul organizațional, folosind amestecul de Mulțime vagă și metoda teoretică de analiza si sinteza, studiază definițiile cronologice ale competențelor și oferă o nouă definiție a acestora (Competența (organizarea)), care facilitează măsurarea acestora. Pe baza acestui fapt științific, Perez-Capdevila construiește un Algoritm lucru pentru a măsura competențele din percepția umană și a construi hărți (definindu-le), oferă o clasificare a persoanelor pe baza elementelor competențelor lor, oferă o procedură de corelare a competențelor și a salariului și construiește un simulator care leagă competențele cu productivitatea și calitatea muncii.   
El a creat o metodă de determinare a relației dintre competențele de muncă și salarii,  care evaluează pierderile care pot fi generate din cauza lipsei de competențe (fie profesionale sau profesionale). În același mod, a construit un dispozitiv de simulare pentru a corela competențele cu productivitatea muncii și calitatea muncii.
Critică modul în care se realizează Analiza SWOT (Puncte forte, Oportunități, Puncte slabe și Amenințări). Potrivit lui Perez-Capdevila, utilizarea unor opțiuni limitate pentru a evalua impactul, precum și o ponderare egală între toate punctele forte, oportunitățile, punctele slabe sau amenințările. Potrivit acestuia, este un model care nu se potrivește cu realitatea. El a propus o procedură alternativă pentru realizarea acestei analize, unde abordează problema inconsecvenței care ar putea fi generată în voturile experților. 
A condus primul studiu de percepție a științei și tehnologiei care a fost realizat în Cuba, luând ca context provincia Guantanamo în care locuiește, și s-a remarcat ca cercetător în primul studiu de evaluare a Sustenabilitate din Cuba], în colaborare cu mai multe universități cubaneze și spaniole.
Au contribuit două concepte noi: potențialul de întoarcere și potențialul de Imigratie, a căror aplicare este destinată procesului de repopulare a munților cubanez. 
A scris mai multe cărți și Literatură stiintifică  printre care se remarcă „Epoca cunoașterii”, „Definiția, măsurarea și hărțile competențelor muncii” și „Știința și tehnologia din punct de vedere popular”. 

## Premii și distincții
- Premiul Național al Academiei de Științe din Cuba, care este cel mai înalt premiu acordat de Academia de Științe din Cuba oamenilor de știință cubanezi pentru rezultate relevante cu impact manifest.
- Ordinul (distincția) „ Carlos Juan Finlay ”: Este cea mai mare recunoaștere științifică acordată în Cuba. Acest premiu este conferit de Consiliul de Stat al Republicii Cuba cetățenilor cubanezi și străini ca recunoaștere a meritelor extraordinare pentru contribuțiile valoroase la dezvoltarea științelor naturale sau sociale, la activități științifice sau de cercetare care au contribuit în mod excepțional la progresul științelor. și în folosul umanității.
- Sigiliul comemorativ „Antonio Bachiller y Morales”: Cel mai înalt premiu acordat de Societatea Cubană de Științe Informaționale pentru contribuțiile relevante la managementul cunoștințelor, atât în domeniul teoriei, cât și în practică.
- Sigiliul de onoare „Forgers of the Future”: Acordat de Președinția Națională a Brigăziilor Tehnice de Tineret din Cuba într-un mod excepțional personalităților remarcabile ale științei.
- Distinctie Juan Tomás Roig, pentru peste 30 de ani de servicii, in recunoastere a meritelor atinse ca muncitor legat de corvoada stiintifica in mai multe ramuri ale economiei si ale vietii sociale a tarii.
- Titlul onorific (academic) de profesor al Fundației COMFENALCO din Columbia.